# Thalictrum watanabei
Thalictrum watanabei är en ranunkelväxtart som beskrevs av Ryôkichi Ruôkichi Yatabe. Thalictrum watanabei ingår i släktet rutor, och familjen ranunkelväxter. Inga underarter finns listade i Catalogue of Life.